# Mohammed Fuseini
Mohammed „Mo“ Gadafi Fuseini (* 16. Mai 2002) ist ein ghanaischer Fußballspieler.

## Karriere
Mohammed Fuseini wechselte er im Februar 2022 aus der Right to Dream Academy nach Österreich zum SK Sturm Graz, bei dem er sich der drittklassigen Reserve anschloss. Für Sturm II kam er bis zum Ende der Saison 2021/22 zu 14 Einsätzen in der Regionalliga Mitte. Zu Saisonende stieg er mit dem Team als Meister in die 2. Liga auf.
Zur Saison 2022/23 rückte er in den Kader der Bundesligamannschaft. Im Juli 2022 debütierte er allerdings zunächst in der 2. Liga, als er am ersten Spieltag jener Saison gegen den SV Horn in der Startelf stand. In jener Partie, die Sturm II mit 2:1 verlor, erzielte Fuseini den Treffer der Grazer. Sein Pflichtspieldebüt für die Profis gab er am 9. August 2022 im Rückspiel der 3. Qualifikationsrunde zur UEFA Champions League 2022/23, als er bei der knappen Niederlage gegen Dynamo Kiew in der 102. Spielminute für Jon Gorenc Stankovič eingewechselt wurde. Knapp drei Wochen später debütierte er auch in der Liga und wurde bei einem 2:1-Auswärtssieg über den SK Rapid Wien am 23. August 2022 ab der zweiten Spielhälfte eingesetzt. Aufgrund seiner schnellen und erfolgreichen Entwicklung wurde sein Vertrag beim SK Sturm im November 2022 bis Sommer 2026 verlängert. In der Saison 2022/23 kam er zu sieben Einsätzen in der Bundesliga und zu 20 für die Reserve in der 2. Liga. In der Saison 2023/24 absolvierte er bis zur Winterpause elf Partien im Oberhaus und kam noch dreimal für die Reserve zum Zug.
Im Januar 2024 wurde Fuseini nach Dänemark an den Randers FC verliehen. Während der Leihe kam er zu 15 Einsätzen in der Superliga, in denen er neunmal traf. Zur Saison 2024/25 kehrte er nicht mehr nach Graz zurück, sondern wechselte fest nach Belgien in die Division 1A zur Royale Union Saint-Gilloise, bei der er einen bis 2027 laufenden Vertrag erhielt.
In seiner ersten Saison dort bestritt er 33 von 40 möglichen Ligaspielen, bei denen er neun Tore schoss, zwei Pokalspiele mit einem Tor sowie neun Spiele im Europapokal mit ebenfalls einem Tor. Er wurde mit dem Verein belgischer Meister.

## Erfolge
- Österreichischer Meister: 2024
- Österreichischer Cup-Sieger: 2023
- Belgischer Meister: 2024/25